# Túl a kerítésen
A Túl a kerítésen (eredeti cím: Over the Garden Wall) 2014-es  amerikai televíziós számítógépes animációs kalandsorozat, amelyet Patrick McHale alkotott, a 2013-as Tome of the Unknown című próbaepizód alapján. Ez a Cartoon Network első, teljes egészében eredeti minisorozata.
Patrick McHale, a sorozat alkotója 2006-ban nyújtotta be először a csatornának a sorozat ötletét, de elutasították. Később, miután dolgozott a Nyomi szerencsétlen utazásai és a Kalandra fel! rajzfilmsorozatokon, a Cartoon Network 2013-ban berendelte a pilotot, 2014 márciusában pedig a teljes minisorozatot. A sorozat minden része különálló történetként értelmezhető, de a tíz történet összekapcsolódik és ily módon egészet alkot.
Amerikában 2014. november 3-án, míg Magyarországon a Cartoon Network mutatta be 2015. április 6-án.

## Cselekmény
Két fivér, Wirt és Greg egy őszi napon eltévednek egy elfeledett, varázslattal teli helyen, az Ismeretlen-erdőben. Egy madár, Beatrice segít nekik erdei útjuk során, emellett gyakran találkoznak a magányos favágóval, aki az öreg malomban él. A veszélyekkel és váratlan fordulatokkal teli hazaúton számos furcsa, erdei közösséggel találkoznak, minden epizódban eggyel-eggyel. A Szörny is a fogát feni rájuk és úgy tűnik, az erdőből nincs kiút.

## Szereplők
- Wirt – Greg bátyja. Zárkózott, borúlátó és határozatlan, nehezen hoz döntéseket.
- Greg – Wirt mostohatestvére, aki naiv természetével gyakran bajba sodorja magát és bátyját is. Játékos és nyitott, Wirt szöges ellentéte. Egy szürke lábast visel a fején.
- Beatrice – Egy kék kismadár, aki Wirtnek és Gregnek segítséget nyújt az útjuk során (a sorozat első felében elkíséri őket Adelaide-hez, aki állítólag tudja az Ismeretlenből kivezető utat), cserébe azért, mert Greg kiszabadította egy bokor ágainak fogságából.
- Favágó – Az öreg malomban él magányosan. Életcéljának tekinti a favágást, hogy a fákból olajat nyerjen és ezzel táplálja lámpását amelynek lángjában a Szörny szerint a rég elvesztett lánya lelke lakozik.
- Jason Funderberker (béka) – Greg találta, ő énekli a sorozat főcímdalát. Greg mindig más nevet ad neki, Wirtet eleinte egyáltalán nem érdekli. A végső neve Jason Funderberker lett.
- Jason Funderberker – Wirt szerelmi riválisa Saraval. Lassan és akadozva beszél. Greg róla nevezte el a békáját.
- Sara – Wirt szerelme, Wirt egy kazettát akart neki adni, amikor elvesztek az Ismeretlenben.
- Adelaide – Egy öreg hölgy, Whispers húga. Titokban gonosz boszorka, Beatrice-t csúnyán becsapja.
- Whispers – Adelaide nővére, egy nagydarab nő, aki egy mindentől távol eső házban él Lornával.
- Lorna – Whispers néni fogadott lánya.
- az Ismeretlen szörnye – az ismeretlenben lakik, észrevétlenül oson éjszakánként az erdőben, és olyan hangot hallat mintha a szél sűvítene. A háttérben figyelve végig kíséri Greg és Wirt kalandjait. A favágó lámbásában van a szörnyeteg lelke. Ha a lámpás lángja elalszik, a démon életének vége...

## Szereposztás

### Főszereplők
| Szereplő    | Eredeti hang      | Magyar hang     |
| ----------- | ----------------- | --------------- |
| Wirt        | Elijah Wood       | Kékesi Gábor    |
| Greg        | Collin Dean       | Pál Dániel Máté |
| Beatrice    | Melanie Lynskey   | Vági Viktória   |
| Favágó      | Christopher Lloyd | Szokolay Ottó   |
| Greg békája | Jack Jones        | N/A             |
| Szörny      | Samuel Ramey      | Vass Gábor      |

### Mellékszereplők
| Szereplő           | Eredeti hang              | Magyar hang      |
| ------------------ | ------------------------- | ---------------- |
| Sara               | Emily Brundige            | Csuha Borbála    |
| Adelaide           | John Cleese               | Vida Péter       |
| Whispers néni      | Tim Curry                 | Kerekes József   |
| Miss Langtree      | Janet Klein               | Zakariás Éva     |
| Mr. Langtree       | Sam Marin                 | Csuha Lajos      |
| Jason Funderberker | Cole Sanchez              | Szalay Csongor   |
| útonálló           | Jerron "Blind Boy" Paxton | Sarádi Zsolt     |
| Lorna              | Shannyn Sossamon          | Solecki Janka    |
| Fred, a ló         | Fred Stoller              | Galbenisz Tomasz |

### Magyar változat
A szinkront a Turner Broadcasting System megbízásából a Digital Media Services készítette.
- Magyar szöveg: Bartucz Attila
- Hangmérnök: Nemes László
- Vágó: Ádám Gyöngyi
- Gyártásvezető: Masoll Ildikó
- Szinkronrendező: Vági Tibor
- Felolvasó: Endrédi Máté
- Narrátor: Mihályi Győző

További magyar hangok
- Bolla Róbert – tökfőnök
- Csuha Lajos – mester,
- Hermann Lilla – egyik tök, Sara barátnője
- Kokas Piroska – fogadósné
- Seder Gábor – másik tök

## Epizódok
A Cartoon Network világszerte kettő részt összevonva sugároz. Emiatt a magyar változatban összevont címekkel rendelkeznek az epizódok.
| Évad | Évad        | Epizódok | Eredeti sugárzás    | Eredeti sugárzás    | Magyar sugárzás  | Magyar sugárzás   | Adó             |
| Évad | Évad        | Epizódok | Évadpremier         | Évadfinálé          | Évadpremier      | Évadfinálé        | Adó             |
| ---- | ----------- | -------- | ------------------- | ------------------- | ---------------- | ----------------- | --------------- |
|      | Bevezető    | Bevezető | 2013. szeptember 9. | 2013. szeptember 9. | n. a.            | n. a.             | Cartoon Network |
|      | Minisorozat | 10       | 2014. november 3.   | 2014. november 7.   | 2015. április 6. | 2015. április 10. | Cartoon Network |

### Bevezető (2013)
| #  | Cím                                 | Rendező        | Író            | Premier             |
| -- | ----------------------------------- | -------------- | -------------- | ------------------- |
| 1. | Tome of the Unknown: Harvest Melody | Patrick McHale | Patrick McHale | 2013. szeptember 9. |

### Minisorozat
| #   | Cím                                             | Író                                           | Premier                             |
| --- | ----------------------------------------------- | --------------------------------------------- | ----------------------------------- |
| 1.  | Az öreg malom (The Old Grist Mill)              | Steve Wolfhard, Natasha Allegri és Zac Gorman | 2014. november 3. 2015. április 6.  |
| 2.  | Szellemváros (Hard Times at the Huskin' Bee)    | Bert Youn, Aaron Renier és Patrick McHale     | 2014. november 3. 2015. április 6.  |
| 3.  | Bolondozás a suliban (Schooltown Follies)       | Jim Campbell és Laura Park                    | 2014. november 4. 2015. április 7.  |
| 4.  | A vendégváró fogadó (Songs of the Dark Lantern) | Pendleton Ward, Bert Youn és Steve McLeod     | 2014. november 4. 2015. április 7.  |
| 5.  | Őrült szerelem (Mad Love)                       | Natasha Allegri és Zac Gorman                 | 2014. november 5. 2015. április 8.  |
| 6.  | Béka-országi altatódal (Lullaby in Frogland)    | Bert Youn és Nick Edwards                     | 2014. november 5. 2015. április 8.  |
| 7.  | A csengő parancsa (The Ringing of the Bell)     | Patrick McHale, Bert Youn és Tom Herpich      | 2014. november 6. 2015. április 9.  |
| 8.  | Felhőország (Babes in the Wood)                 | Mark Bodnar, Jim Campbell és Bert Youn        | 2014. november 6. 2015. április 9.  |
| 9.  | Irány az ismeretlen (Into the Unknown)          | Cole Sanchez, Vi Nguyen és Zac Gorman         | 2014. november 7. 2015. április 10. |
| 10. | Az Ismeretlen (The Unknown)                     | Natasha Allegri, Jim Campbell és Tom Herpich  | 2014. november 7. 2015. április 10. |

## Díjak és jelölések
| Év   | Díj         | Kategória                                  | Jelölt                                      | Eredmény |
| ---- | ----------- | ------------------------------------------ | ------------------------------------------- | -------- |
| 2015 | Annie Award | Kiemelkedő rendezés                        | Robert Alvarez, Ken Bruce, Larry Leichliter | Jelölve  |
| 2015 | Annie Award | Legjobb, gyerekeknek szóló animációs műsor | Maga a sorozat                              | Jelölve  |